# Escriptura jurtxet
L'escriptura jurtxet (Jurtxet:  /dʒu ʃə bitxə/) era el sistema d'escriptura utilitzat per representar la llengua jurtxet, parlada pels jurtxets, ètnia que va crear l'Imperi Jin a la Xina nord-oriental en els segles XII-XIII. Derivava de l'escriptura kitan, que al seu torn deriva del xinès (caràcters Han). L'escriptura només s'ha descodificat parcialment.
Els jurtxets eren els avantpassats del poble manxú i la seva llengua fou l'antecessora del manxú. L'alfabet manxú, però, no deriva de l'escriptura jurtxet.
Segons el glossari xinès-jurtxet, l'escriptura jurtxet conté 720 caràcters, els quals inclouen una barreja de logogrames, que representen paraules senceres sense cap element fonètic, i fonogrames, que representen sons. També utilitzaven paraules compostes de dos o més caràcters.
Els grafemes de jurtxet tenen un sistema de radicals semblants als caràcters xinesos i s'ordenen d'acord amb el radical i el nombre de traços. L'escriptura jurtxet forma part de la família d'escriptures xineses.